# Matteo di Capua (condottiero)
Matteo di Capua (1425 – agosto 1481) è stato un condottiero italiano.
Fu duca di Atri e Teramo, conte di Giulianova e Palena, signore di Campolattaro, Conca, Gessopalena, Lama dei Peligni, Lettopalena, Montenerodomo e Pizzoferrato, e viceré degli Abruzzi.

## Biografia
Figlio cadetto di Fabrizio di Capua, rifugiatosi in Lombardia a seguito dell'accusa di aver congiurato contro la Regina del Regno di Napoli Giovanna II d'Angiò-Durazzo, e di Covella Gesualdo, Matteo si diede al mestiere delle armi mettendosi al servizio della Repubblica di Venezia, acquistando col tempo grande fama. Con la venuta a Napoli degli Aragonesi e la pace tra costoro e la Repubblica di Venezia, Matteo si alleò con i nuovi sovrani che lo affiancarono al condottiero Jacopo Piccinino per debellare l'opposizione degli Angioini, che controllavano quasi tutto l'Abruzzo, opposizione costituita principalmente dalle figure degli Orsini di Manoppello, dei Caldora e di Giosia Acquaviva, contro il quale fu inviato dal Re Ferrante d'Aragona per sottometterlo alla Corona. Sconfitto e morto Giosia nell'agosto 1462 a Cellino Attanasio, il Re dovette rispettare i patti consegnandogli il ducato di Atri, quello di Teramo e la contea di Giulianova. Tuttavia dopo che il figlio primogenito di Giosia, Giulio Antonio, si riavvicinò al sovrano, al Di Capua fu tolto lo stato acquaviviano per restituirlo agli storici proprietari; venne però compensato con altri feudi, tra cui la contea di Palena e le signorie di Lama dei Peligni, Lettopalena, Montenerodomo e Pizzoferrato, tolte ai Caldora, ed il feudo di Conca, tolto a Marino Marzano. Fu inoltre viceré degli Abruzzi dal 1458 al 1464. Continuò a guidare l'esercito durante la guerra di Papa Sisto IV contro la Repubblica di Firenze e nell'agosto 1481 durante la battaglia di Otranto contro i Turchi, dove morì.

## Ascendenza
|                     |                 |                      | Genitori            |  |  | Nonni |  |  | Bisnonni         |  |  | Trisnonni         |  |
|                     |                 |                      |                     |  |  |       |  |  | Roberto di Capua |  |  | Giovanni di Capua |  |
|                     |                 |                      |                     |  |  |       |  |  | Roberto di Capua |  |  | Giovanni di Capua |  |
|                     |                 | Jacopa di Caggiano   |                     |  |  |       |  |  | Roberto di Capua |  |  |                   |  |
| Bartolomeo di Capua |                 |                      |                     |  |  |       |  |  | Roberto di Capua |  |  |                   |  |
|                     |                 | ?                    | ?                   |  |  |       |  |  |                  |  |  |                   |  |
|                     |                 | ?                    | ?                   |  |  |       |  |  |                  |  |  |                   |  |
|                     |                 | ?                    | ?                   |  |  |       |  |  |                  |  |  |                   |  |
| Fabrizio di Capua   |                 | ?                    |                     |  |  |       |  |  |                  |  |  |                   |  |
|                     |                 | Acciaiolo Acciaiuoli | Niccolò Acciaiuoli  |  |  |       |  |  |                  |  |  |                   |  |
|                     |                 | Acciaiolo Acciaiuoli | Niccolò Acciaiuoli  |  |  |       |  |  |                  |  |  |                   |  |
|                     |                 | Acciaiolo Acciaiuoli | Piera Manzuoli      |  |  |       |  |  |                  |  |  |                   |  |
| Andrea Acciaiuoli   |                 | Acciaiolo Acciaiuoli |                     |  |  |       |  |  |                  |  |  |                   |  |
|                     |                 | Guglielmina Pazzi    | ?                   |  |  |       |  |  |                  |  |  |                   |  |
|                     |                 | Guglielmina Pazzi    | ?                   |  |  |       |  |  |                  |  |  |                   |  |
|                     |                 | Guglielmina Pazzi    | ?                   |  |  |       |  |  |                  |  |  |                   |  |
| Matteo di Capua     |                 | Guglielmina Pazzi    |                     |  |  |       |  |  |                  |  |  |                   |  |
|                     | Mattia Gesualdo | Niccolò Gesualdo     |                     |  |  |       |  |  |                  |  |  |                   |  |
|                     | Mattia Gesualdo | Niccolò Gesualdo     |                     |  |  |       |  |  |                  |  |  |                   |  |
|                     | Mattia Gesualdo | Clemenza della Marra |                     |  |  |       |  |  |                  |  |  |                   |  |
| Luigi Gesualdo      | Mattia Gesualdo |                      |                     |  |  |       |  |  |                  |  |  |                   |  |
|                     |                 | Giovanna di Diano    | Marino di Diano     |  |  |       |  |  |                  |  |  |                   |  |
|                     |                 | Giovanna di Diano    | Marino di Diano     |  |  |       |  |  |                  |  |  |                   |  |
|                     |                 | Giovanna di Diano    | Fiammenga Galiziana |  |  |       |  |  |                  |  |  |                   |  |
| Covella Gesualdo    |                 | Giovanna di Diano    |                     |  |  |       |  |  |                  |  |  |                   |  |
|                     |                 | ?                    | ?                   |  |  |       |  |  |                  |  |  |                   |  |
|                     |                 | ?                    | ?                   |  |  |       |  |  |                  |  |  |                   |  |
|                     |                 | ?                    | ?                   |  |  |       |  |  |                  |  |  |                   |  |
| ?                   |                 | ?                    |                     |  |  |       |  |  |                  |  |  |                   |  |
|                     |                 | ?                    | ?                   |  |  |       |  |  |                  |  |  |                   |  |
|                     |                 | ?                    | ?                   |  |  |       |  |  |                  |  |  |                   |  |
|                     |                 | ?                    | ?                   |  |  |       |  |  |                  |  |  |                   |  |
|                     |                 | ?                    |                     |  |  |       |  |  |                  |  |  |                   |  |

## Discendenza
Matteo di Capua si sposò prima con una dama di nome Caterina (il cognome è ignoto), appartenente ad una famiglia nobile di Crema, conosciuta dal condottiero durante un suo soggiorno in Lombardia, dalla quale ebbe un figlio e una figlia:
- Bernardino, signore di Conca, Gisso e Palena;
- Lucrezia, andata in sposa al condottiero Camillo Pandone.

Si sposò poi con Raimondella del Balzo, che gli diede due figli e una figlia:
- Bartolomeo, 2º conte di Palena, il quale sposò Brisa Carafa;
- Giulio Cesare, 3º conte di Palena, il quale sposò Ippolita di Gennaro;
- Griselda, andata in sposa a Bosio I Sforza, conte di Santa Fiora.

Ebbe inoltre un figlio naturale, poi legittimato, Pier/Giovanni Francesco, che fu cavaliere gerosolimitano, commendatore di Maruggio, consigliere reale, governatore e viceré degli Abruzzi.